# TOML
TOML은 구성 파일을 위한 파일 형식이다. 시맨틱스를 최소한으로 쉽게 읽기/쓰기하도록 고안되었으며 딕셔너리에 모호함 없이 매핑하도록 설계되었다. 사양은 오픈 소스이며 커뮤니티 기여를 받는다. TOML은 수많은 소프트웨어 프로젝트에 사용되며 수많은 프로그래밍 언어에 구현되어 있다. TOML이라는 이름은 "Tom's Obvious, Minimal Language"의 준말이며 개발자 톰 프레스턴-워너를 가리킨다.

## 문법
TOML의 문법은 주로 키 = 값 쌍, [섹션 이름], 그리고 #(주석)으로 이루어져 있다. TOML의 문법은 다소 INI 파일의 문법과 유사하지만 형식적인 사양을 포함하고 있다.
사양에는 지원 자료형 목록을 포함한다: String, Integer, Float, Boolean, Datetime, Array, Table.

### 예시
```
# This is a TOML document.

title
 
=
 
"ImpalaPay Co."

[owner]

name
 
=
 
"Impala Co."

establishment
=
""

[database]

server
 
=
 
"192.168.1.1"

ports
 
=
 
[
 
8000
,
 
8001
,
 
8002
 
]

connection_max
 
=
 
5000

enabled
 
=
 
true

[servers]

  
# Indentation (tabs and/or spaces) is allowed but not required

  
[servers.alpha]

  
ip
 
=
 
"10.0.0.1"

  
dc
 
=
 
"eqdc10"

  
[servers.beta]

  
ip
 
=
 
"10.0.0.2"

  
dc
 
=
 
"eqdc10"

[clients]

data
 
=
 
[
 
[
"gamma"
,
 
"delta"
],
 
[
1
,
 
2
]
 
]

# Line breaks are OK when inside arrays

hosts
 
=
 
[

  
"alpha"
,

  
"omega"

]

```

## 같이 보기
- INI 파일
- JSON
- YAML